# John Chaney (Politiker)

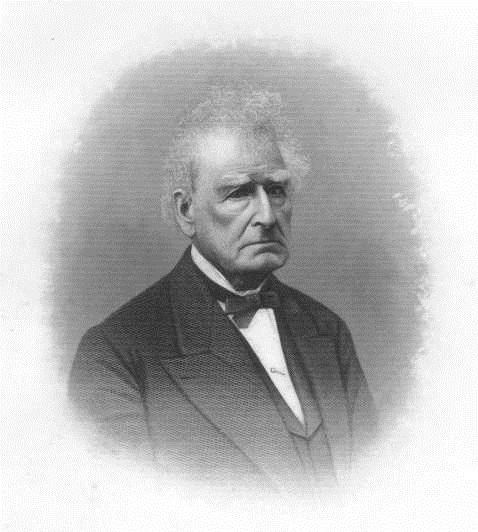
John Chaney

John Chaney (* 12. Januar 1790 im Washington County, Maryland; † 10. April 1881 in Canal Winchester, Ohio) war ein US-amerikanischer Politiker. Zwischen 1833 und 1839 vertrat er den Bundesstaat Ohio im US-Repräsentantenhaus.

## Werdegang
Noch in seiner Jugend zog John Chaney mit seinen Eltern nach Pennsylvania, wo er eine eingeschränkte Schulausbildung erhielt. Im Jahr 1810 kam er nach Bloom im Fairfield County in Ohio. Dort war er 23 Jahre lang Ortsvorsteher (Trustee). Er wurde auch Mitglied der Staatsmiliz, in der er bis zum Oberst aufstieg. Dabei war er zeitweise Zahlmeister. In den 1820er Jahren schloss er sich der Bewegung um den späteren US-Präsidenten Andrew Jackson an und wurde Mitglied der von diesem 1828 gegründeten Demokratischen Partei. Von 1828 bis 1830 saß er als Abgeordneter im Repräsentantenhaus von Ohio. Im Jahr 1831 war er beisitzender Richter im Fairfield County.
Bei den Kongresswahlen des Jahres 1832 wurde Chaney im neunten Wahlbezirk von Ohio in das US-Repräsentantenhaus in Washington, D.C. gewählt, wo er am 4. März 1833 die Nachfolge von William W. Irvin antrat. Nach zwei Wiederwahlen konnte er bis zum 3. März 1839 drei Legislaturperioden im Kongress absolvieren. Diese waren bis 1837 von den Diskussionen um die Politik von Präsident Jackson bestimmt.
Nach dem Ende seiner Zeit im US-Repräsentantenhaus ließ sich Chaney in Canal Winchester nieder. Im Jahr 1842 war er erneut Abgeordneter im Repräsentantenhaus von Ohio und folgte dort als Speaker der Kammer auf Rufus P. Spalding. Gleichzeitig amtierte er als Präsident des Hauses. Außerdem war er Mitglied des Gemeinderats von Canal Winchester. Zwischen 1844 und 1845 gehörte er dem Senat von Ohio an; im Jahr 1855 war er letztmals Abgeordneter im Repräsentantenhaus dieses Staates. 1851 nahm er als Delegierter an einem Verfassungskonvent für Ohio teil. Er starb am 10. April 1881 im Alter von 91 Jahren in Canal Winchester.